# رودخانه زال
رودخانه زال  رودی است که از کوههای میانکوه شرقی خرم‌آباد لرستان در منطقه‌ای به نام کوس کاوه (باغ کاوه) سرچشمه گرفته و به رودخانه سیمره واقع در منطقه‌ای به نام پل زال (منطقه گرمسیری) می‌ریزد. 
در طول مسیر (سردسیر) چندین چشمه نیز به این رودخانه می‌ریزند، از جمله: انارود کوچک و بزرگ، چشمه خارماسینه کو و آب چهل گوار (گذر). در ادامه مسیر ابن رودخانه از یک تنگه به نام هلد می‌گذرد که انتهای مسیر سردسیر آن محسوب می‌شود. سپس با عبور از دره‌ای عمیق، وارد تنگه کرکی می‌شود. در ادامه با عبور از کول چپ، درکی، دیکپل، تنگه زینکی، تنگه هرندی و تنگه چین زال به پایان راه خود می‌رسد. این رودخانه در قسمت سردسیری دارای ماهیان قزل آلا و در قسمت گرمسیری دارای انواع ماهیان گرمآبی است. 
از تنگ زینکی به بعد تا انتهای مسیر، چشمه‌های فراوان آب معدنی بد بو (آب گنده) به رودخانه اضافه می‌شوند که در فصل سرد، گرم بوده و در فصل گرم، بسیار سردند و البته خیلی بد بو و اندکی هم بد مزه‌اند.